# Molophilus invidus
Molophilus invidus är en tvåvingeart som beskrevs av Alexander 1951. Molophilus invidus ingår i släktet Molophilus och familjen småharkrankar.
Artens utbredningsområde är Madagaskar. Inga underarter finns listade i Catalogue of Life.